# Chloe Jones
Chloe Jones (* 17. Juni 1975 in Silsbee, Texas; † 4. Juni 2005 in Houston, Texas als Melinda Dee Taylor) war eine US-amerikanische Pornodarstellerin.

## Leben
Jones wuchs auf einer texanischen Ranch auf. Ihre Karriere im Sexgeschäft begann sie zuerst mit der Teilnahme an Schönheitswettbewerben. Nach einer plastischen Operation tanzte sie als Stripperin in verschiedenen Bars ihrer texanischen Heimat. Der Durchbruch gelang ihr aber erst mit der Übersiedlung nach Los Angeles. Dort startete sie eine erfolgreiche Karriere als Fotomodell. Sie wurde für den Playboy und andere namhafte Magazine (u. a. Penthouse, Vanity Fair) fotografiert. Im April 1998 präsentierte Penthouse Jones als Pet des Monats.
2001 startete sie ihre Karriere als Pornodarstellerin. Die Produktionsfirma Vivid Entertainment Group baute Jones zu einer der bekanntesten Darstellerinnen der Branche auf. Auch neben den Filmrollen machte sie Karriere und vermarktete unter ihrem Namen erotische Computerprogramme (Virtual Sex with Chloe Jones) und Sexspielzeug (z. B. Chloe Jones Masturbator). Auch außerhalb der Pornobranche hatte sie publikumswirksame Erfolge, so trat sie in Mainstream-Fernsehserien wie Baywatch, Diagnose: Mord, Edenquest und Full Frontal Comedy auf. Trotz verschiedener Versuche gelang es Jones nicht, aus dem Pornogewerbe auszusteigen. Am 4. Juni 2005 starb Chloe Jones im Alter von 29 Jahren. Nach einer langen Krankheitsgeschichte litt sie an Epilepsie sowie Nieren- und Leberproblemen. In Erwartung einer Lebertransplantation starb sie an Leberversagen.
Chloe Jones war dreimal verheiratet, ihr erster Ehemann war David Jason Starrock, zuletzt war sie mit dem Pornodarsteller Michael „Scorpio“ Taylor, dem Vater ihrer Zwillingssöhne, verheiratet. Sie hinterließ drei Kinder.

## Filmografie (Auswahl)
- 2002: Virtual Sex with … Chloe Jones
- 2002: Love Machine
- 2003: Air Erotica
- 2003: Body Talk
- 2003: Inside The Mind Of Chloe Jones
- 2004: Coming from Behind